# إيرني برايس (لاعب كرة قدم أمريكية)
إيرني برايس (بالإنجليزية: Ernie Price)‏ هو لاعب كرة قدم أمريكية أمريكي، ولد في 20 سبتمبر 1950 في كوربوس كريستي في الولايات المتحدة.

## وصلات خارجية
- إيرني برايس على موقع مرجع كرة القدم المحترفة.كوم (الإنجليزية)